# 38. источнобосанска дивизија НОВЈ
Тридесетосма источнобосанска дивизија НОВЈ формирана је наређењем Врховног штаба НОВ и ПОЈ од 6. марта 1944. године у селу Брђанима код Бијељине. У њен састав ушле су Седамнаеста мајевичка ударна бригада, Осамнаеста источнобосанска (хрватска) бригада, Мајевички партизански одред, Тузлански партизански одред, и Посавско-требавски партизански одред. На дан формирања имала је око 3000 бораца. До краја рата била је у саставу Трећег корпуса НОВЈ.

## Борбени пут дивизије
До средине априла, дејствовала је на подручју планине Мајевице и у Посавини, а затим у садејству са Шеснаестом и 36. дивизијом НОВЈ водила тешке одбрамбене борбе против немачке легионарске 13. СС дивизије „Ханџар“. У тим борбама њена Седамнаеста бригада одбачена је према Бирчу, али је успела да спасе део рањеника из корпусне болнице у Доњој Трнави, а Осамнаеста бригада и Посавско-требавски НОП одред из Посавине су одбачени у централну Босну и привремено су стављени под команду 53. дивизије. Средином маја Штаб 38. дивизије са Седаманестом бригадом и Шеснаеста дивизија поновно су пребачени на Мајевицу ради пружања помоћи 36. дивизији, али су све три дивизије биле убрзо принуђене под притиском јаких снага непријатеља да се повуку са Мајевице на планину Коњух. У јуну, са Шеснаестом и 36. дивизијом успела је да поновно овлада подручјем Мајевице и Семберије, наносећи немачким и четничким јединицама знатне губитке у борбама на Заједници (кота 443), у Лопарама и другим местима. У јулу и августу, дивизија је с осталим јединицама Трећег и Дванаестог корпуса захваћена немачким операцијама чиш¬ћења у склопу њиховог покушаја да спрече продор јединица НОВЈ у Србију. Вештим маневрима успела је да избегне одсудне сударе, а у септембру, у оквиру корпусних дејстава, учествовала је у ослобођењу више места у долини Спрече и у Посавини. Због масовног прилива нових бораца, у ослобођеној Тузли (коју је 17. септембра ослободила 27. дивизија НОВЈ) од по једног батаљона из Седамнаесте мајевичке и Осамнаесте хрватске бригаде и Тузланског НОП одреда у саставу дивизије формирана је 19. септембра 21. источнобосанска (тузланска) бригада. У октобру, дивизија је продрла према Брчком, Бијељини и Зворнику и одбацила јаче делове немачке 13. СС дивизије „Ханџар“ створила у непријатеља пометњу и том приликом (29. октобра код Миоче, између Тузле и Брчког) на њену страну прешло је преко 700 легионара из те дивизије. У новембру и децембру 1944, водила је успешне борбе против четника и делова немачке групе армија Е који су се повлачили долином Дрине на север, нарочито у рејону Зворника, на Мајевици, око Брчког и Бијељине и у одбрани Тузле. Са 27. дивизијом НОВЈ , 38. дивизија је 27. децембра у рејону Тузле разбила групу од осам четничких корпуса (око 8000 људи). Продужавајући јануара и фебруара 1945. дејства у долини доњег тока Дрине, дивизија је заједно с осталим снагама Трећег корпуса и деловима Друге армије НОВЈ водила ванредно оштре борбе против немачке 22. пешадијске дивизије. У њеном саставу ја 10. марта 1945. на РоманијаРоманији формирана Артиљеријска бригада. Ослободила је 25. марта Олово, а од 28. марта до 10. априла 1945. учествовала у борбама за ослобођење Сарајева. Затим је до средине маја 1945. у саставу Трећег корпуса учествовала у уништењу главнине четника Драже Михаиловића у југоисточној Босни.